# Acanthurus lineatus
Poisson chirurgien rayé, Poisson chirurgien clown
Espèce
Statut de conservation UICN

 LC  : Préoccupation mineure

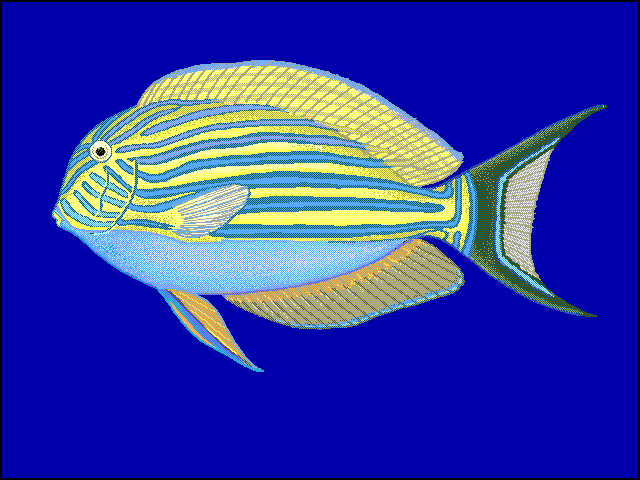
Dessin d’Acanthurus lineatus

Acanthurus lineatus, communément nommée Poisson chirurgien rayé ou Poisson chirurgien clown, est une espèce de poisson marin démersale de la famille des Acanthuridae, soit les Poissons-chrurgiens. 

## Description
Poisson de taille moyenne de 25 cm pouvant atteindre 38 cm de long. Son corps est comprimé latéralement et de forme ovale. Les poissons-chirurgiens nagent à l'aide de leurs nageoires pectorales et non caudale, cette dernière est considérée comme falciforme.La nageoire caudale est en forme de croissant. La bouche est petite et terminale. La couleur de fond du corps est jaune doré, ce dernier est rayé horizontalement de traits bleus bordés de noir. La zone ventrale est blanche chez les jeunes et tend vers le bleu avec l'âge. Un liseré bleu souligne l'extrémité de pratiquement chaque nageoire. 

## Distribution
Acanthurus lineatus vit dans les mers chaudes tropicales du bassin indo-pacifique et ce jusqu'en Polynésie.

## Habitat
De préférence en zone peu profonde avec des eaux agitées et sommets de récifs.  

## Alimentation
Acanthurus lineatus est considéré comme végétarien et microphage. Il se nourrit d'algues sessiles qu'il broute sur le corail mort ou sur les rochers et de petits invertébrés.

## Comportement
Acanthurus lineatus a une activité diurne. Il est solitaire, territorial et agressif envers les autres poissons-chirurgiens et les  poissons-lapins. L'aiguillon érectile situé au niveau du pédoncule caudal, caractéristique de cette famille, est venimeux.